# نیکوس سامپسون
نیکوس سامپسون (یونانی: Νίκος Σαμψών؛ ۱۶ دسامبر ۱۹۳۵ – ۹ مه ۲۰۰۱) یک سیاست‌مدار اهل قبرس بود.

## بحران قبرس دهه ۱۹۷۰
نیکوس سامپسون یکی از شخصیت‌های کلیدی در بحران قبرس در دهه ۱۹۷۰ بود. او یک افسر نظامی و سیاستمدار یونانی‌قبرسی بود که در کودتای ۱۹۷۴ علیه رئیس‌جمهور قبرس، مکاریوس سوم، نقش مهمی ایفا کرد.
در تاریخ ۱۵ ژوئیه ۱۹۷۴، نیکوس سامپسون به عنوان رئیس‌جمهور موقت قبرس پس از سرنگونی مکاریوس به دست گروهی از افسران ارتش قبرس که از حمایت دولت یونان برخوردار بودند، منصوب شد. این کودتا با هدف اتحاد قبرس با یونان (انوسیس) صورت گرفت. سامپسون به عنوان یکی از رهبران این کودتا شناخته می‌شود، و به شدت خواهان پیوستن قبرس به یونان بود.
کودتای سامپسون و دستیارانش باعث واکنش شدید ترکیه شد و منجر به عملیات نظامی ترکیه در قبرس شد. در نتیجه این حمله، بخش شمالی قبرس تحت کنترل ترکیه قرار گرفت و در نهایت جزیره به دو بخش تقسیم شد. سامپسون پس از چند روز از قدرت برکنار شد و به یونان فرار کرد.
نیکوس سامپسون به عنوان یک شخصیت تندرو و ملی‌گرا در تاریخ معاصر قبرس شناخته می‌شود و نقش مهمی در بروز بحران و تقسیم جزیره ایفا کرد. دیدگاه‌های او در حمایت از اتحاد قبرس با یونان و همچنین سیاست‌های ملی‌گرایانه‌اش باعث بروز یکی از مهم‌ترین بحران‌ها در تاریخ معاصر قبرس شد.